# Shaoxing
Shaoxing (chinois simplifié : 绍兴市 ; pinyin : shàoxīng shì) est une ville de l'est de la Chine, dans la province du Zhejiang, à 50 km à l'est de Hangzhou. Capitale à l'époque des Royaumes Combattants, elle a actuellement le statut de ville-préfecture. Shaoxing possède près de cinq millions d'habitants.

## Histoire
Shaoxing fut, sous le nom de Guiji (ou Kuaiji), la capitale de l'État de Yue, absorbé par le royaume de Chu en 334 av. J.-C. Sous la dynastie Tang, Shaoxing fut réputée pour ses porcelaines bleutées.
La ville a aussi porté le nom de Shanyin.
Le nom de « Shaoxing » a été attribué à la cité en 1127, par l'empereur Gaozong de la dynastie Song du Sud. Devant les poussées des troupes Jin, celui-ci s'était replié dans cette ville dont il fit sa capitale durant un an et huit mois avant que la cour ne se déplace à Hangzhou (connue comme Lín An).

## Personnalités liées
Le poète Lu You (1125 - 1210), le peintre et dramaturge Xu Wei (1521 - 1593), le peintre Qi Zhaijia (1594-1683)  et l'écrivain Lu Xun (1881-1936) y sont nés, ainsi que Zeng Peiyan, qui appartient au Bureau politique et au Conseil d'État.

## Culture

### Dialecte
Le dialecte de Shaoxing (zh) (绍兴话, shàoxīnghuà) est un dialecte de la langue wu parmi ceux de Taihu, une des principales langues han, dans la famille des langues sino-tibétaines.

### Cuisine
La ville fabrique le célèbre vin de Shaoxing, un vin de riz, utilisé comme ingrédient dans de nombreuses cuisines chinoises.

### Musique
L'Opéra de Shaoxing, également connu comme « Opéra Yue » (« Yue ju »), serait le deuxième ou le troisième genre d'opéra le plus populaire de Chine (sur 360 répertoriés).

### Patrimoine
Le centre-ville ancien se compose de hutongs et de canaux où naviguent des barques noires aux airs de gondoles, les wupeng. Les maisonnettes blanches, dépouillées, sont typiques du sud de la Chine.
- Le mausolée de Yu le grand (大禹陵 (dà Yǔ líng)), fondateur légendaire de la dynastie Xia.
- La bibliothèque de Qing Teng (exposition de peintures de la dynastie Ming, collection des œuvres de Su Wei.
- La maison de Qiu Jin (秋瑾故居, époque Ming). De retour d'un séjour au Japon, Qiu Jin œuvra pour le renversement de la dynastie des Qing. Elle fut arrêtée le 13 juillet 1907 et exécutée la même année. Qiu Jin incarne la révolution féminine décidée au sacrifice personnel.
- Le musée de Shaoxing. Il retrace l'histoire de la ville et de la région. Collection de porcelaine dont les premiers exemples dateraient d'avant les Tang.
- Le jardin Shen. Sa célébrité est due au poète Lu You qui y retrouva ici sa femme dont il avait dû se séparer. Cette rencontre lui inspira le poème La Broche en phénix, qu'il écrivit sur un des murs du jardin.
- La porte de la famille Li. Les quatre panneaux muraux illustrent des scènes de guerre et datent de 1861-1863.
- La maison de Lu Xun. C'est ici que le grand écrivain chinois Lu Xun (1881-1936) passa son enfance. En face, l'école privée installée dans la maison des Trois Senteurs, où Lu Xun fut écolier.
- Salle de la Grande Intelligence. Sous la dynastie Song, elle faisait office de salle des examens officiels.
- Résidence de Lü : elle fut la résidence d'un ministre des Rites de l'empereur Ming Jiajing (1521-1566)
- Les monts Kuaiji, une des Cinq grandes montagnes-village, des montagnes autrefois considérées comme sacrées par les Chinois.
- La maison des ancêtres de Zhou Enlai (周恩來祖居) (époque Qing)
- Le pavillon des orchidées (兰亭), en la mémoire du calligraphe Wang Xizhi et de son œuvre « Préface au recueil du pavillon des Orchidées » (兰亭集序 / 蘭亭集序, lántíngjí xù), écrit à Shaoxing en 353.

## Économie
En 2015, le PIB total a été de 446,67 milliards de yuans, et le PIB par habitant de 90 017 yuans.

### Spécialités alimentaires
La région est célèbre pour sa fabrication de vin de riz de Shaoxing (shaoxing jiu 紹興酒), une boisson alcoolique obtenue par saccharification et fermentation du riz, titrant entre 14 et 18 %, de couleur brou-de-noix, développant des saveurs très typiques. Il était fait traditionnellement avec l'eau réputée très pure du lac Miroir (Jianhu 鉴湖) au nord de la ville de Shaoxing. La production serait de 130 000 tonnes par an.

## Subdivisions administratives
La ville-préfecture de Shaoxing exerce sa juridiction sur six subdivisions : un district, trois villes-districts et deux xian :
- le district de Yuecheng - 越城区 Yuèchéng Qū ;
- la ville de Zhuji - 诸暨市 Zhūjì Shì ;
- la ville de Shangyu - 上虞市 Shàngyú Shì ;
- la ville de Shengzhou - 嵊州市 Shèngzhōu Shì ;
- le xian de Shaoxing - 绍兴县 Shàoxīng Xiàn ;
- le xian de Xinchang - 新昌县 Xīnchāng Xiàn.

## Jumelage
- Odense (Danemark)

## Transport
Le Métro de Shaoxing est actuellement en construction.